# Marvel Future Fight
Marvel Future Fight è un videogioco del 2015, sviluppato e pubblicato dalla Netmarble Games, che ha per protagonisti gran parte dei supereroi e criminali dell'universo Marvel, compresi i Vendicatori, gli X-Men, i Fantastici Quattro, i Guardiani della Galassia e gli Inumani.

## Trama
In un prossimo futuro le varie dimensioni incominciano a collassare. Per evitare tutto questo, Nick Fury, ormai morente, invia nel passato Jocasta, la sua aiutante robotica, con il compito di istruire il giocatore e formare una squadra di supereroi che fermi quello che sta succedendo. Dopo aver ottenuto Capitan America, Iron Man e Vedova Nera, il giocatore dovrà affrontare Ultron, il primo nemico, che ha appena attaccato la Stark Tower. Una volta sconfitto, Ultron fugge portando con sé Jemma Simmons, una dipendente della Stark Tower, studiosa di dimensioni alternative. La squadra dovrà così salvarla dall'organizzazione criminale A.I.M., che ormai le ha già rubato tutte le ricerche. Steve, Tony e Natasha, con l'aiuto di Jocasta e Jemma, dovranno per questo trovare M.O.D.O.K., il capo dell'A.I.M. Una volta trovato, dopo aver affrontato numerosi supereroi provenienti da altre dimensioni, scoprono che il dispositivo, funzionante a ISO-8, gli è stato rubato dal Teschio Rosso. Gli eroi partono così alla sua ricerca, supportati anche dallo S.H.I.E.L.D. Sconfitta la Mano, Ultron e per ultimo Teschio Rosso con l'Hydra, il dispositivo va fuori controllo, rischiando di distruggere tutte le dimensioni. Gli eroi dovranno così affrontare e sconfiggere tutte le loro versioni alternative del futuro e grazie all'aiuto di Jocasta e M.O.D.O.K., riusciranno a salvare il mondo e tutte le dimensioni.
In seguito una squadra dello S.H.I.E.L.D., formata da Phil Coulson, Daisy Johnson e Melinda May, supportata da Sif, dovrà sconfiggere gli Inumani guidati da Raina, che stanno per causare un altro disastro dimensionale. Lo S.H.I.E.L.D. riuscirà nel suo intento, distruggendo la base artica di Raina, grazie anche al supporto del pentito Lincoln Campbell.

## Modalità di gioco
Nel gioco sono presenti diverse modalità, in ognuna delle quali è possibile ottenere diverse ricompense, utilizzabili per il potenziamento dei propri eroi.

### Missione
- Storia: racconta la trama del gioco.
- Missione dimensionale: in questa modalità si affrontano nemici di altre dimensioni. Vi sono più livelli di sfida e maggiore sarà la difficoltà, migliore sarà la ricompensa.
- Missioni spedizione: in questa modalità tre personaggi possono unirsi contemporaneamente alla battaglia e quando si cambiano, non c'è alcun tempo di ricarica
- Impresa epica: pacchetti di sfide che seguono le avventure di diversi eroi. Qui è possibile riscuotere gratuitamente gli eroi protagonisti delle imprese e ricevere svariate ricompense per il completamento delle sfide. Sono attualmente disponibili le imprese epiche:
  - Goblin Queen: segue le vicende di Cable e Havok.
  - Il Destino dell'Umanità, racconta le vicende di Sersi, Makkari, Ikaris, Thena, Gilgamesh e Kingo.
  - Regno Oscuro, segue le vicende di Sentry.
  - L'imperativo Galattico, segue le vicende di Beta Ray Bill e dei Guardiani della Galassia.
  - Prima Famiglia, la storia di Mr. Fantastic e dei Fantastici Quattro contro Dottor Destino.
  - X-Force, segue le avventure di Deadpool.
  - Ascesa degli X-Men, segue le vicende di Wolverine.
  - Stregone Supremo, dedicata a Dottor Strange.
- Impresa eroica: missioni segrete suddivise in diversi capitoli e ispirate a diversi eroi.

### Sfida
- Battaglia leggendaria: missioni ispirate ai film del Marvel Cinematic Universe. Sono disponibili 13 battaglie leggendarie, ispirate rispettivamente a:
  - Thor: Ragnarok
  - Black Panther
  - Avengers: Infinity War
  - Ant-Man and the Wasp
  - Captain Marvel
  - Avengers: Endgame
  - Spider-Man: Far from Home
  - Black Widow
  - Shang-Chi e la Leggenda dei Dieci Anelli
  - Thor: Love and Thunder
  - Black Panther: Wakanda Forever
  - Ant-Man and the Wasp: Quantumania
  - The Marvels
- Boss del mondo: scontri galattici contro potenti eroi, aiutati dai propri alleati. I boss attualmente disponibili sono:
  - Proxima Media Nox
  - Astro Nero
  - Quicksilver
  - Cable
  - Gamma Corvi
  - Scarlet Witch
  - Apocalisse
  - Fauce d'Ebano
  - Thanos
  - Super Massiva
  - Knull
  - Mefisto
  - Ultron (versione Infinity)
  - Gorr
  - Fenice Nera
  - Kang il Conquistatore
- Terra delle ombre: una fortezza creata da Devil, controllato dalla Bestia oscura. La modalità è suddivisa in "piani", la cui difficoltà va progressivamente ad aumentare.
- Frattura dimensionale: modalità in cui si può collaborare con amici o membri delle Alleanze per completare imprese e guadagnare ricompense.

### Arena
- Battaglia temporale: combattimenti contro altri utenti, con squadre composte da 3 personaggi.
- Battaglia dell'altromondo: modalità in cui si può combattere contro altri giocatori con squadre composte da 5 personaggi.
- Battaglia dell'alleanza: modalità in cui ci si scontra con altre alleanze. Si divide in Battaglia boss gigante e Battaglia meteorite.
- Torneo delle alleanze: competizione in cui si affrontano le 16 squadre migliori del mondo. I giocatori che non ne prendono parte possono tifare per una determinata squadra e ottenere ricompense in base ai risultati ottenuti da quest'ultima.
- Conquista dell'alleanza: modalità in cui le alleanze combattono per il controllo del Wakanda.

### Cooperativa
- Invasione del multiverso: in questa modalità si può combattere con altri giocatori per guadagnare tanti punti battaglia insieme.
- Raid del boss gigante: modalità cooperativa in cui si affrontano, a scelta, Master Mold (difficoltà facile), Galactus (difficoltà media) o Dormammu (difficoltà difficile). Richiede personaggi particolarmente potenti al fine di ottenere ricompense esclusive.
- Evento mondiale: modalità in cui si affrontano ondate di nemici con una squadra composta da tre personaggi non necessariamente posseduti dal giocatore e potenziati al massimo.

## Personaggi

### Personaggi giocabili
Lista aggiornata a marzo 2024 (versione 9.9.1)
| Classe Esplosione | Classe Combattimento | Classe Velocità | Classe Universale |
| --- | --- | --- | --- |
| - Adam Warlock - Antico - Barone Mordo - Bishop - Blue Dragon - Cable - Calabrone - Capitan America (Sharon Rogers) - Ciclope - Crystal - Daisy Johnson - Dazzler - Dr. Strange - Echo - Emma Frost - Gambit - Havok - Human Torch - Hydro-Man - Incantatrice - Inferno - Invisible Woman - Iron Man - Ironheart - Jean Grey - Jubilee - Kaecilius - Kahhori - Kid Omega - Lash - Lincoln Campbell - M.O.D.O.K. - Magik - Magneto - Malekith - Mantis - Maximus - Mephisto - Moon Girl - Moonstone - Mysterio - Phil Coulson - Polaris - Professor X - Psylocke - Rescue - Rachel Summers - Rocket Raccoon - Scarlet - Sersi - Sinistro - Sister Grimm - Songbird - Spider-Woman - Spectrum - Star-Lord - Stryfe - Tempesta - Teschio Rosso - Testata Mutante Negasonica - Ulysses Klaue - Uomo Ghiaccio - Visione - War Machine - Wasp - Wasp (Nadia Van Dyne) - Weapon Hex - Wenwu - Whiplash - Wiccan | - Abominio - Agente Venom - America Chavez - Ares - Apocalisse - Bestia - Blade - Bullseye - Capitan America - Carnage - Colosso - Crescente - Crossbones - Daken - Deathlok - Dottor Octopus - Drax - Fenomeno - Giant-Man - Gilgamesh - Gladiatore - Golia - Gorgon - Groot - Hogun - Hulk (Amadeus Cho) - Hulk Rosso - Hulk - Hulkbuster (Iron Mark 44) - Hulkling - Jessica Jones - Killmonger - Kingpin - Lucertola - Luke Cage - M'Baku - Moon Knight - Minn-Erva - Mister Fantastic - Molten Man - Morbius - Ms. Marvel (Kamala Khan) - Namor - Nebula - Pantera Nera - Pugno d'acciaio - Punitore - Guardiano Rosso - Rhino - Sabretooth - Scream - Shang-Chi - She-Hulk - She-Hulk Rossa - Sif - Skurge - Sword Master - Taskmaster - Thing - Tigre Bianca - Titania - Taskmaster - Toxin - Ulik - Uomo Assorbente - Uomo Cosa - Uomo-Gorilla - Uomo Sabbia - Valchiria - Venom - Volstagg - War Tiger - Warpath - Warwolf - Wolverine | - Aero - Agente 13 - Angelo - Avvoltoio - Ant-Man - Arachknight - Barone Zemo - Cassie Lang - Cigno nero - Darkhawk - Deadpool - Devil - Domino - Electro - Elektra - Elsa Bloodstone - Falcon - Fandral - Spettro - Fantomex - Gamora - Gatta Nera - Goblin - Groot - Gwenpool - Hellcat - Ikon - Karnak - Katy - Kid Kaiju - Kingo - Kitty Pryde - Korath - Kraven il Cacciatore - Luna Snow - Macchia - Makkari - Mimo - Misty Knight - Mystique - Nick Fury - Nightcrawler - Occhio di Falco - Occhio di Falco (Kate Bishop) - Ragno Rosso - Rogue - Quicksilver - Scorpione - Shuri - Silk - Sin - Soldato d'Inverno - Spider-Gwen - Spider-Man - Spider-Man (Miles Morales) - Spider-Man 2099 - Squirrel Girl - Sun Bird - Vedova Nera - Viper - Wave - White Fox - Wong - X-23 - Yelena Belova - Yondu | - Angela - Anti-Man - Astro Nero - Beta Ray Bill - Blue Marvel - Capitan Marvel - Clea - Doctor Doom - Dottor Voodoo - Distruttore - Dormammu - Exodus - Fauce d'Ebano - Freccia Nera - Gamma Corvi - Ghost Rider - Ghost Rider (Robbie Reyes) - Gorr - Kang il Conquistatore - Knull - Heimdall - Hela - Hellstorm - Hyperion - Ikaris - Iron Hammer - Loki - Medusa - Molecola - Morgana Le Fay - Nova (Richard Rider) - Nova (Sam Alexander) - Odino - Pantera Fantasma - Phyla-Vell - Proxima Media Nox - Quasar (Avril Kincaid) - Quasar (Wendell Vaughn) - Ronan - Satana Hellstrom - Sentinella - Sentry - Shadow Shell - Silver surfer - Singularity - Slapstick - Super Massiva - Sylvie - Thane - Thanos - Thena - Thor - Thor (Jane Foster) - Ultron - Victorious - Visione |

### Personaggi Originali
Sono personaggi non canonici apparsi nei fumetti solo successivamente al loro inserimento nel gioco, creati da NetMarble in collaborazione con la Marvel.
- Sharon Rogers: figlia di Capitan America e Peggy Carter da un universo alternativo e nata durante una missione in Corea.[2]
- Luna Snow: il suo vero nome è Seol Hee ed è una cantante K-pop, che dopo l'esposizione a delle radiazioni durante un concerto nella Stark Tower acquisisce abilità soprannaturali come il controllo del freddo e delle tenebre. Per la promozione NetMarble e Marvel Entertainment rilasciarono un videoclip musicale intitolato Tonight, cantato dalla stessa Luna Snow.[3]
- Crescente e Io: il vero nome di Crescente è Dan Bi ed è una ragazzina coreana esperta di Taekwondo; possiede una maschera che ha il potere di invocare Io spirito di un orso di luce lunare.[4]

### Personaggi non giocabili
- Jocasta: creata da Ultron come sua sposa, è un'androide dotata di autocoscienza che si ribella al suo creatore divenendo alleata e membro di riserva dei Vendicatori. Qui ha il compito di orientare il giocatore nelle varie modalità e di informarlo su eventuali ricompense da riscuotere. Compare anche come personaggio nelle missioni storia.
- Jemma Simmons: è una biochimica e agente dello S.H.I.E.L.D. che compare nelle missioni storia.
- Gran Maestro: compare solo nella battaglia leggendaria ispirata a Thor: Ragnarok.
- Master Mold: lo si combatte nella modalità Raid del boss gigante.
- Galactus: lo si combatte nella modalità Raid del boss gigante.
- Surtur e Serpente di Midgard: il giocatore li affronta saltuariamente nella modalità Invasione Boss del mondo